# Cardioptera
Cardioptera – rodzaj modliszek z rodziny Photinaidae, jedyny z monotypowej podrodziny Cardiopterinae. Obejmuje sześć opisanych gatunków. Zamieszkują Amerykę Południową.

## Morfologia

### Owad dorosły
Modliszki nie przekraczające 70 mm długości ciała. Głowa ma mocno wklęśnięte ciemię. Chwytne odnóże przedniej pary ma duże, silne, stożkowatego lub blaszkowatego kształtu kolce rozmieszczone w szeregu na grzbietowej i brzusznej krawędzi biodra oraz trzy kolce dyskoidalne i pięć kolców tylno-brzusznych na udzie. Utrata jednego z kolców dyskoidalnych uda względem pierwotnego planu budowy rodziny stanowi autapomorfię rodzaju. Odnóża pozostałych par u samic mają na udach wyraźną podłużną listewkę brzuszną przechodzącą w części odsiebnej w płat. U samców zarówno listewka, jak i płat są słabo zaznaczone. Przysadki odwłokowe są krótsze niż połowa długości odwłoka. U samca na spodniej powierzchni płytki subgenitalnej widnieje błyszcząca, czarna kropka. Genitalia samca cechują się całkowicie zesklerotyzowanymi fallomerami. Fallomer brzuszny charakteryzuje się obecnością płaskiego, tępego wyrostka (płata) w nasadowej części krawędzi prawej, nie odbiegającego teksturą i stopniem sklerotyzacji od jego pozostałej części. Apofiza falloidalna jest zakrzywiona i na szczycie zaostrzona.

### Kokon jajowy
Zielonkawa lub żółtawobrązowa ooteka przyczepiana jest dosiebnym lub brzuszno-dosiebnym końcem za pomocą obejmującego podłoże, pierścieniowatego wyrostka do konarów, gałązek lub innych elementów roślin. Kształt kokonu jest podługowaty z krawędzią grzbietową wyciągniętą w bardzo długi, zwężający się ku szczytowi wyrostek. Pod gładką, zewnętrzną ścianą kokonu znajduje się pusta przestrzeń, a za nią cienka warstwa zawierająca liczne pęcherzyki powietrza, oddzielająca pustkę od komory jajowej. W wyraźnie wyodrębnionym rejonie wylęgowym leżą widoczne wzdłuż osi środkowo-grzbietowej otwory dla nimf.

## Ekologia i występowanie
Modliszki te zamieszkują wyłącznie krainę neotropikalną i ograniczone są zasięgiem do Ameryki Południowej. Zasiedlają lasy deszczowe, jak i formacje o zmiennych porach roku. Bytują na różnego typu roślinności. Samice strzegą ootek.

## Taksonomia i ewolucja
Takson ten wprowadzony został w 1838 roku przez Hermanna Burmeistera jako podrodzaj w obrębie rodzaju Mantis. Gatunkiem typowym został opisana przez Burmeistera w tej samej książce M. (C.) brachyptera. Do rangi osobnego rodzaju wyniósł omawiany takson w 1870 roku Henri L.F. de Saussure.
W 1911 roku James A.G. Rehn umieścił rodzaj Cardioptera w grupie Cardiopterae. W systemach Ermanna Giglio-Tosa z 1919 roku i Antona Handlirscha z 1930 roku Cardiopterae klasyfikowane były w podrodzinie Vatinae w obrębie modliszkowatych. Brak było odpowiednika Cardiopterae w systemie Maxa Beiera z 1964 roku. W systemie Reinharda Ehrmanna i Rogera Roya z 2002 roku Cardioptera umieszczona była w plemieniu Photinaini, podrodzinie Photinainae i rodzinie modliszkowatych. W bazującym na wynikach molekularnej analizy filogenetycznej systemie Julia Riviery i Gavina J. Svensona z 2016 roku rodzaj Cardioptera znalazł się w monotypowej podrodzinie Cardiopterinae w obrębie rodziny Photinainae i tak samo postąpiono w systemie Christiana J. Schwarza i Rogera Roya z 2019 roku.
Do rodzaju należy sześć opisanych gatunków:
- Cardioptera brachyptera Burmeister, 1838
- Cardioptera minor Rehn, 1916
- Cardioptera nigridens Werner, 1926
- Cardioptera parva Beier, 1942
- Cardioptera squalodon Werner, 1932
- Cardioptera viridipennis Beier, 1931

Według wyników analizy Riviery i Svensona z 2016 roku Cardioptera zajmuje pozycję siostrzaną dla Photinainae, tworząc z tą podrodziną klad siostrzany dla Photiomantinae, natomiast Macromantis zajmuje w obrębie Photinaidae pozycję bazalną.